# (15155) Ahn
(15155) Ahn (2000 FB37) – planetoida z pasa głównego asteroid okrążająca Słońce w ciągu 3,62 lat w średniej odległości 2,36 j.a. Odkryta 29 marca 2000 roku.